# Гуревич, Эсфирь Соломоновна
Эсфирь (Эся) Соломоновна Гуревич (22 ноября 1921, Татарск, Могилёвская губерния) — советский литературовед. Доктор филологических наук (1973).

## Биография
Родилась в семье потомственного швеца. Окончила филологический факультет Московского педагогического института имени В. И. Ленина (1941), аспирантуру при Институте литературы, языка и искусства АН БССР (1949). Участница Великой Отечественной войны. С 1950 работала в Институте литературы АН Белорусской ССР (в 1952—1957 учёный секретарь института, с 1957 старший научный сотрудник). С 1995 года жила в Кливленде (США).

## Научная деятельность
Исследовала историю детской белорусской литературы, творчество Я. Купалы, Я. Мавра, М. Лынькова, В. Витки, Я. Брыля.

### Сочинения
- Творческая история произведений Николая Островского : Автореферат дис. на соискание учен. степени кандидата филол. наук. — Минск, 1954.
- Белорусская детская литература : Проблемы, становления и развития, 1917—1967. : Автореферат дис. на соискание учен. степени доктора филол. наук. — Мн., 1972.
- Пафос героизма (1979)
- Детская литература Белоруссии. — М.: Детская литература, 1982.
- Боль и тревога наши : Дети, война, литература. — Мн.: Наука и техника, 1986.
- Янка Маўр : нарыс жыцця і творчасці. (1983, 2004) (бел.)